# Esther Mucznik
Esther Mucznik (Lisboa, 1947) é uma escritora e colunista, estudiosa de temas judaicos.

## Biografia
Os pais de Esther Mucznik foram polacos que se mudaram para Portugal, país onde nasceram os seus quatro filhos.
Esther passou a infância em Portugal, depois morou em Israel e em Paris onde estudou, respetivamente, Língua e Cultura Hebraicas e Sociologia na  Sorbonne.
É colunista do jornal português Público, publicou artigos vários em diversa revistas e magazines e é redatora da Revista de Estudos Judaicos, publicação da Associação Portuguesa de Estudos Judaicos.
Atua e participa em diversas entidades portuguesas relacionadas com o Judaísmo.
Foi vice-presidente da Comunidade Israelita de Lisboa de 2002 a 2016, e é membro da sua direção até ao presente. Fundadora e atual presidente da Associação Memória e Ensino do Holocausto e membro da Comissão de Liberdade Religiosa, coordenadora da Comissão Instaladora do Museu Judaico e membro da coordenação do Fórum Abraâmico de Portugal, associação filiada no Three Faiths Forum, da Inglaterra 

## Obras publicadas
- Para uma ética do cuidado : uma perspectiva judaica. Lisboa : Terraço, 1999
- Israel, ontem e hoje. Com Joshua Ruah,  Adolfo Roitman et al. Algés : Difel, 2007. ISBN 978-972-29-0849-8
- Grácia Nasi, a judia portuguesa do século XVI que desafiou o seu próprio destino. Lisboa : A Esfera dos Livros, 2010 ISBN 978-989-626-244-0
- 'Portugueses no Holocausto : histórias das vítimas dos campos de concentração, dos cônsules que salvaram vidas e dos resistentes que lutaram contra o nazismo. Lisboa : A Esfera dos Livros, 2012. ISBN 978-989-626-373-7
- Auschwitz : um dia de cada vez. Lisboa : A Esfera dos Livros, 2015. ISBN 978-989-626-633-2
- A grande epopeia dos Judeus no século XX : a história de um povo que decidiu mudar o seu destino. Lisboa : A Esfera dos Livros, 2017. ISBN 978-989-626-825-1